# Staw Olszak

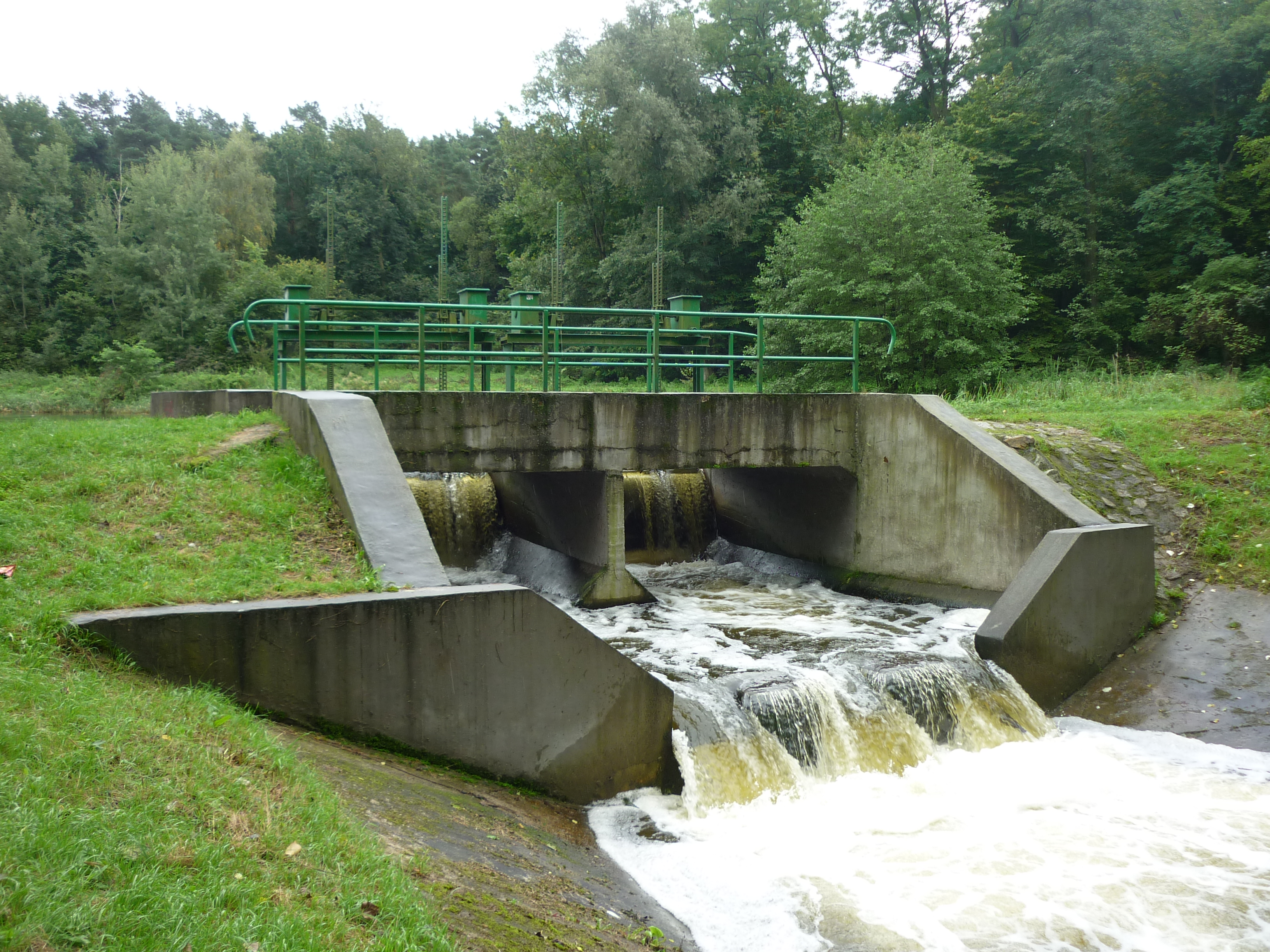
Budowla piętrząca staw Olszak na Cybinie

Staw Olszak – ostatni z czterech wstępnych stawów zaporowych pomiędzy Jeziorem Swarzędzkim a Jeziorem Maltańskim. Powstał przez spiętrzenie wód rzeki Cybiny po jej wpłynięciu w granice Poznania w dolinie pomiędzy osiedlem Przemysława a Nowym Zoo. Zadaniem zbiornika jest spowolnienie przepływu Cybiny i jej samooczyszczenie dla utrzymania funkcji rekreacyjnej Jeziora Maltańskiego i zapewnienie mu odpowiedniej klasy czystości. Staw wchodzi w skład użytku ekologicznego "Olszak I".

## Historia powstania
W latach 80. XX w. opracowano koncepcję Wykorzystanie metod biologicznych dla oczyszczenia wód rzeki Cybiny przed wprowadzeniem ich do Zbiornika Maltańskiego. Jej realizacja zaowocowała odbudowaniem w 1989 roku stawu Olszak. Inwestycja jednak została przerwana i w efekcie w latach 1995-96 konieczne było dokonanie rekultywacji, spuszczenie wody i usunięcie zgromadzonych w nim osadów dennych.

## Podstawowe parametry techniczne
Spiętrzenie Cybiny następuje od budowli piętrzącej na 4,316 km (licząc od ujścia rzeki do kanału ulgi na Warcie).
| powierzchnia całkowita   | 3,70 ha        |
| powierzchnia lustra wody | 3,30 ha        |
| maksymalna pojemność     | 36 000 m³      |
| poziom spiętrzonej wody  | 63,70 m n.p.m. |
| głębokość średnia        | 1,0 m          |
| głębokość maksymalna     | 1,6 m          |
| głębokość minimalna      | 0,7 m          |
| nachylenie skarp         | 1:2            |

## Flora i fauna obserwowana w stawie i jego okolicy
Przeprowadzane sukcesywnie waloryzacje doliny Cybiny wykazują, iż staw i jego okolica należą do terenów o dużych walorach przyrodniczych i krajobrazowych. W celu ich zachowania Wydział Ochrony Środowiska Urzędu Miasta Poznania w 1994 roku utworzył w tym miejscu użytek ekologiczny "Olszak I", wytyczył ścieżki przyrodnicze o charakterze dydaktycznym oraz zlecił opracowanie przewodników dla różnych poziomów nauczania.
W otoczeniu stawu oraz na i pod jego powierzchnią występują:
- roślinność wokół stawu: czeremcha pospolita, czeremcha amerykańska, bez czarny, głóg jednoszyjkowy, chmiel zwyczajny, jemioła pospolita, mniszek lekarski, szakłak, topola czarna, łopian większy, klon zwyczajny, brzoza brodawkowata, dąb szypułkowy, trzmielina pospolita, leszczyna, konwalia majowa, wiechlina gajowa, kostrzewa czerwona
- roślinność wodna i bagienna: trzcina pospolita, pałka szerokolistna, pałka wąskolistna, jeżogłówka gałęzista, manna mielec, tatarak zwyczajny, turzyca, grążel żółty, rdestnica pływająca, rzęsa drobna, rogatek sztywny, rogatek krótkoszyjkowy, knieć błotna, kosaciec żółty, żabieniec babka wodna, rdest ziemnowodny, skrzyp błotny, olsza czarna, wierzba szara
- owady: kruszczyca złotawka, biegacz fioletowy, szykoń czarny, żuk gnojowy, słonik żołędziowiec, świtezianka błyszcząca, pływak żółtobrzeżek, nartnik
- mięczaki: ślimak winniczek, bursztynka, zatoczek rogowy, zatoczek pospolity, błotniarka stawowa, zagrzebka pospolita, żyworodka pospolita, szczeżuja wielka, skójka zaostrzona, groszkówka
- ryby: koza, karp, okoń europejski, szczupak pospolity, płoć, leszcz, ukleja
- płazy i gady: żaba trawna, żaba moczarowa, ropucha szara, żaby zielone, kumak nizinny, grzebiuszka ziemna, traszka zwyczajna, traszka grzebieniasta, zaskroniec zwyczajny
- ptaki: jemiołuszka, myszołów zwyczajny, krogulec, sowa, uszatka, puszczyk, kukułka zwyczajna, wilga zwyczajna, sójka zwyczajna, dzięcioł, zięba zwyczajna, kos, rudzik zwyczajny, raniuszek, sikora bogatka, modra, sosnówka, uboga, świstunka, pokrzewka czarnołbista, łyska, kokoszka zwyczajna, kaczka krzyżówka, głowienka, czernica, gągoł, perkoz dwuczuby, zausznik, błotniak stawowy, łabędź niemy
- ssaki: wiewiórka pospolita, kuna, nietoperz, sarna, dzik, lis, mysz leśna, nornica ruda, ryjówka aksamitna, ryjówka malutka, jeż zachodni, rzęsorek rzeczek, wydra, piżmak, bóbr europejski